# Điều lệ FIFA về tư cách cầu thủ thi đấu cho đội tuyển
Là cơ quan quản lý bóng đá, FIFA chịu trách nhiệm trong việc duy trì và thực hiện các điều lệ quyết định một cầu thủ bóng đá có tư cách để đại diện cho một quốc gia riêng biệt trong các trận đấu giao hữu và các giải đấu bóng đá quốc tế chính thức. Ở thế kỷ 20, FIFA cho phép một cầu thủ đại diện cho bất cứ một đội tuyển quốc gia nào miễn là cầu thủ đó phải là công dân của quốc gia đó. Năm 2004, nhận thấy việc nhập tịch của các cầu thủ nước ngoài tại một số quốc gia có xu hướng ngày càng tăng, FIFA đưa ra một quyết định mới quan trọng theo đó một cầu thủ phải chứng minh có "mối liên kết rõ ràng" nếu muốn đại diện cho quốc gia mà họ muốn đại diện. FIFA có quyền hủy kết quả các trận đấu quốc tế mà sử dụng các cầu thủ không hợp lệ.
Điều lệ về tư cách cầu thủ của FIFA cũng quy định tại các giải đấu dành cho nam, chỉ có cầu thủ nam có tư cách thi đấu và tại các giải đấu nữ thì chỉ có cầu thủ nữ.

## Lịch sử
Trong quá khứ, các cầu thủ hoàn toàn có thể thi đấu cho nhiều đội tuyển quốc gia khác nhau. Ví dụ,  Alfredo Di Stéfano đã chơi cho Argentina (1947) và Tây Ban Nha (1957–61).
Đồng đội của Di Stefano tại Real Madrid là Ferenc Puskás cũng chuyển sang khoác áo Tây Ban Nha sau 85 lần ra sân cho Hungary ở cấp độ quốc tế trước đó. Một cái tên tầm cỡ khác chọn thay đổi màu áo đội tuyển quốc gia là José Altafini, người đã chơi cho Brazil tại 1958 FIFA World Cup và cho Italy tại 1962 FIFA World Cup
Một số cầu thủ khác thi đấu cho 2 hoặc nhiều hơn các đội tuyển quốc gia trong thế kỉ 20 có thể kể đến như:
- Ernst Wilimowski – (Ba Lan và Đức)
- Joe Gaetjens – (Mỹ và Haiti)
- László Kubala – (Czechoslovakia, Hungary và Tây Ban Nha)
- Raimundo Orsi – (Argentina và Italy)
- Luis Monti – (Argentina và Italy; ông là cầu thủ duy nhất từng thi đấu trận chung kết World Cup trong màu áo 2 đội tuyển khác nhau)
- José Santamaría – (Uruguay và Tây Ban Nha)
- Alberto Spencer – (Ecuador và Uruguay)
- Paulino Alcántara – (Philippines và Spain)

Đó là chưa kể đến hàng trăm cầu thủ khác phải thay đổi quốc tịch do ảnh hưởng bởi những sự thay đổi biên giới quốc gia: Tây Đức/Đức, Liên Xô/Ukraine, Nam Tư/ Croatia,..

## Các quốc gia có chung một quốc tịch
Có 25 thành viên FIFA có chung một quốc tịch với ít nhất một thành viên khác của FIFA.
| Quốc tịch Hoa Kỳ      | Samoa thuộc Mỹ  | Guam                     | Puerto Rico               |
| Quốc tịch Hoa Kỳ      | Hoa Kỳ          | Quần đảo Virgin thuộc Mỹ |                           |
| Quốc tịch Anh         | Anguilla        | Bermuda                  | Quần đảo Virgin thuộc Anh |
| Quốc tịch Anh         | Quần đảo Cayman | Anh                      | Gibraltar                 |
| Quốc tịch Anh         | Hồng Kông       | Montserrat               | Bắc Ireland               |
| Quốc tịch Anh         | Scotland        | Quần đảo Turks và Caicos | Wales                     |
| Quốc tịch Trung Quốc  | Trung Quốc      | Hồng Kông                | Ma Cao                    |
| Quốc tịch Đan Mạch    | Đan Mạch        | Quần đảo Faroe           |                           |
| Quốc tịch Pháp        | Pháp            | Tahiti                   |                           |
| Quốc tịch Hà Lan      | Aruba           | Curaçao                  | Hà Lan                    |
| Quốc tịch New Zealand | Quần đảo Cook   | New Zealand              |                           |

Ghi chú
1. ↑  Trừ trường hợp 'Four British Associations' của Anh, Bắc Ireland, Scotland và Wales. Tất cả bốn hiệp hội quyết định không cấp tư cách thi đấu cho đội tuyển quốc gia của họ sau hai năm cư trú với những cầu thủ quốc tịch Anh không đủ điều kiện khác.
2. ↑  Những người sinh trước 30 tháng 6 năm 1997, và những người được thừa hưởng quốc tịch Anh từ bố mẹ hoặc ông bà.

## Hiệp định của Home nations
Do vị trí của United Kingdom trong thế giới bóng đá là một nhà nước có chủ quyền có bốn đội tuyển quốc gia, đã có một loạt các hiệp định thỏa thuận giữa các hiệp hội bóng đá quốc gia của Anh Quốc; Anh (FA), Scotland (SFA), Wales (FAW) và Bắc Ireland (IFA). Thỏa thuận mới nhất vào năm 2010 và đã được phê duyệt bởi FIFA.

## Giới tính
Theo chính sách xác minh giới tính FIFA đã phê duyệt vào 30 tháng 5 năm 2011, 'đối với các giải đấu dành cho nam của FIFA, chỉ có nam đủ tư cách thi đấu. Đối với các giải đấu dành cho nữ của FIFA, chỉ có nữ đủ tư cách thi đấu'.